# Abbaye Sancta-Maria de Nunraw
L'Abbaye Sancta Maria de Nunraw est un monastère cistercien (trappiste) à Nunraw (East Lothian, en Écosse). Ceci est le premier et l'unique monastère cistercien, fondé en Écosse depuis la Réforme en 1560, et l'un des trois monastères cisterciens actuellement actifs au Royaume-Uni.

## Histoire
L'emplacement du monastère actuel au Moyen Âge appartint à l'abbaye cistercienne de Haddington, d'où le nom actuel du village Nunraw qui provient de Nun's Row (Sous la direction d'une religieuse). Le monastère de Haddington fut fondé en 1178 par Ada de Warenne, comtesse de Huntingdon, fille du comte de Surrey, peu de temps après la mort de Bernard de Clairvaux. Probablement à Nunraw furent bâtis des dépendances de ce monastère. L'église Sainte Marie avec le monastère de Haddington furent ruinés au milieu du XVIe siècle par des Anglais. L'église depuis 1561 devint un temple réformé et des bâtiments de monastère furent sécularisés en 1621.
L'actuel monastère de Nunraw a été fondé en 1946 par des moines de L'Abbaye Mount St.Joseph à Roscrea en Irlande, qui ont acheté la maison-tour gothique (reconstruite en style néogothique au XIXe siècle) et des terres environnantes. En 1952 des moines ont commencé, au sud-ouest de la maison-tour, la construction d'un bâtiment principal du monastère, qui est habité depuis 1969 et entièrement achevé dans les années 1980. Actuellement dans la maison-tour se trouvent des chambres d'hôtes. Le monastère est devenu officiellement une abbaye en 1948. Aujourd'hui le monastère possède 500 hectares de terres, consacrées principalement à l'élevage du bétail. Le monastère est situé au pied des collines Lammermuir sur l'emplacement des anciens retranchements de terre, datant de l'âge du bronze et appelés White Castle (Le Château Blanc).